# توم لزر
توم لزر (هلندی: Tom Leezer؛ زادهٔ ۲۶ دسامبر ۱۹۸۵) دوچرخه‌سوار اهل هلند است.
از باشگاه‌هایی که در آن رکاب زده‌است می‌توان به دلتا سایکلینگ روتردام، تیم دوچرخه‌سواری رابوبانک دولوپمنت، و تیم لوتوان‌ال–یومبو اشاره کرد.